# Maison d'Alfred Dreyfus
La Maison d'Alfred Dreyfus est un monument historique de Guyane situé dans la ville de Cayenne sur l'île du Diable.
Le site est classé monument historique par arrêté du 30 décembre 1987, modifié par arrêté du 27 juin 2000 .